# One Love, One Rhythm - The 2014 FIFA World Cup Official Album
One Love, One Rhythm - The 2014 FIFA World Cup Official Album é um álbum de compilação lançado em 8 de maio de 2014 pela Sony Music Entertainment. Ele apresenta canções compostas e selecionados para a Copa do Mundo de 2014 no Brasil. A canção "We Are One (Ole Ola)" do rapper Pitbull com participação de Jennifer Lopez e Claudia Leitte foi disponibilizado no iTunes em 8 de abril de 2014 como single oficial da Copa do Mundo FIFA de 2014. O álbum ainda, foi precedido pelo lançamento da canção "Vida" do cantor Ricky Martin em 22 de abril de 2014 e do hino oficial da Copa, "Dar um Jeito (We Will Find a Way)" em 29 de abril de 2014. A canção de Santana conta com participação de Wyclef Jean, Avicii e Alexandre Pires. Foram lançadas ainda uma versão remixada da música Olé da cantora norueguesa Adelén como hino do estádio em 12 de maio de 2014 e a canção da cantora colombiana Shakira com participação do cantor brasileiro Carlinhos Brown, intitulada "La La La (Brazil 2014)" em 27 de maio de 2014.

## Informação
O primeiro single de One Love, One Rhythm - The 2014 FIFA World Cup Official Album, "We Are One (Ole Ola)" contém colaboração dos artistas americanos Pitbul e Jennifer Lopez com a cantora brasileira de axé Claudia Leitte. Ela foi lançada em 8 de abril de 2014 e serve como música tema oficial do torneio. A canção "La La La (Brasil 2014)" da cantora colombiana Shakira, é uma versão personalizada de "Dare (La La La)", incluída na versão internacional de luxo de seu décimo álbum de estúdio homônimo, que servirá como um tema secundário ao lado de "Lepo Lepo", uma música por grupo de pagode Psirico, que foi considerada a música-tema do carnaval brasileiro de 2014.
O segundo single "Dar um Jeito (We Will Find a Way)", performado por Carlos Santana e Wyclef Jean com participação de Avicii e Alexandre Pires, serve como hino oficial da Copa do Mundo e foi lançado em 29 de abril de 2014. "Fighter", uma faixa japonesa realizada por Mika Nakashima e Miliyah Kato, que será lançada como single no Japão em 4 de junho de 2014. O álbum também apresenta "Vida", uma canção do cantor inglês e espanhol Ricky Martin, como resultado do SuperSong, um concurso de música on-line realizado pela Sony Music Entertainment. Os eleitores escolheram "Vida" docantor e compositor americano Elijah King como seu favorito.
One Love, One Rhythm também apresenta músicas de conhecidos cantores brasileiros, como Arlindo Cruz, performando "Tatu Bom de Bola", a canção oficial mascote, Sergio Mendes, Bebel Gilberto e o finalista do SuperSong, Rodrigo Alexey com participação de Preta Gil, bem como canções originais do grupo de doo-wop da década de 60, The Isley Brothers, da cantora norueguesa e espanhola Adelén, da banda de reggae-pop canadense MAGIC!, e do grupo de bahamas de hip-hop Baha Men. Remisturas da canção oficial e do mascote foi feito pelo bloco de carnaval afro-brasileiro Olodum e DJ Memê, respectivamente, são apresentados como faixas bônus na edição de luxo do álbum.

## Faixas
| One Love, One Rhythm – CD / download digital |                                                                               | |                                                                    |         |  |
| N.º                                          | Título                                                                        | Compositor(es) | Artista(s)                                                         | Duração |  |
| 1.                                           | "We Are One (Ole Ola)" (The Official 2014 FIFA World Cup Song)                | Jennifer Lopez Claudia Leitte Armando C. Perez Thomas Troelsen Daniel Murcia Sia Furler Lukasz Gottwald Henry Walter Nadir Khayat | Pitbull com participação de Jennifer Lopez e Claudia Leitte        | 3:43    |  |
| 2.                                           | "Dar um Jeito (We Will Find a Way)" (The Official 2014 FIFA World Cup Anthem) | Alexandre Pires Arash Pournouri Rami Yacoub Carl Falk Tim Bergling Arnon Woolfson Diogo Vianna Wyclef Jean                        | Santana e Wyclef Jean com participação de Avicii e Alexandre Pires | 3:48    |  |
| 3.                                           | "Tatu Bom de Bola" (The Official 2014 FIFA Mascot Song)                       | Arlindo Neto Roge Arlindo Cruz [ 14 ]                                                                                             | Arlindo Cruz                                                       | 3:20    |  |
| 4.                                           | "Vida (Spanglish Version)"                                                    | Ricky Martin Salaam Remi Elijah King                                                                                              | Ricky Martin                                                       | 3:25    |  |
| 5.                                           | "The World Is Ours" (Coca-Cola 2014 World's Cup Anthem)                       | Antonina Armato Adam Schmalholz Tim James                                                                                         | Aloe Blacc com participação de David Correy e Paty Cantú           | 2:54    |  |
| 6.                                           | "Lepo, Lepo"                                                                  | Filipe Escandurras Magno Santanna                                                                                                 | Psirico                                                            | 3:21    |  |
| 7.                                           | "One Nation"                                                                  | Sérgio Mendes Carlinhos Brown John James Powell                                                                                   | Sérgio Mendes com participação de Carlinhos Brown                  | 3:32    |  |
| 8.                                           | "La La La (Brazil 2014)"                                                      | Shakira Brown Jay Singh Gottwald Mathieu Jomphe-Lepine Max Martin Walter Raelene Arreguin John J Conte Jr                         | Shakira com participação de Carlinhos Brown                        | 3:17    |  |
| 9.                                           | "It's Your Thing"                                                             | Ronald Isley O' Kelly Isley Rudolph Isley                                                                                         | The Isley Brothers com Studio Rio                                  | 3:07    |  |
| 10.                                          | "Tico Tico"                                                                   | Zequinha Abreu | Bebel Gilberto e Lang Lang                                         | 2:48    |  |
| 11.                                          | "Olé (Stadium Anthem Mix)"                                                    | Ina Wroldsen Andreas Romdhane Josef Larossi                                                                                       | Adelén                                                             | 3:20    |  |
| 12.                                          | "This Is Our Time (Agora É a Nossa Hora)"                                     | Nasri Atweh Mark Pellizzer Nolan Lambroza Alex Tanasijczuk                                                                        | Magic!                                                             | 3:08    |  |
| 13.                                          | "Night and Day (Carnival Mix)"                                                | Troy Rami Troy Murray Anthony Flowers Patrick Carey Dyson Knight Isaiah Taylor Dwight Yearwood                                    | Baha Men                                                           | 3:54    |  |
| 14.                                          | "Go, Gol"                                                                     | Rodrigo Alexey Wagner Netto Cesar Lemos                                                                                           | Rodrigo Alexey com participação de Preta Gil                       | 2:58    |  |
| 15.                                          | "Fighter (Tachytelic World Cup Brazil 2014 Remix)"                            | Mika Nakashima Miliyah Kato Taku Takahashi                                                                                        | Mika Nakashima x Miliyah Kato                                      |         |  |
| Duração total:                               | Duração total:                                                                | Duração total: | Duração total:                                                     | 51:26   |  |

| One Love, One Rhythm – Edição de luxo |                                                                                |                                                                  |                                                             |         |  |
| N.º                                   | Título                                                                         | Compositor(es)                                                   | Artista(s)                                                  | Duração |  |
| 16.                                   | "We Are One (Ole Ola)" (The Official 2014 FIFA World Cup Song) (Mix de Olodum) | Lopez Leitte Perez Troelsen Murcia Furler Gottwald Walter Khayat | Pitbull com participação de Jennifer Lopez e Claudia Leitte | 3:58    |  |
| 17.                                   | "Tatu Bom de Bola" (The Official 2014 FIFA Mascot Song) (Remix de DJ Memê)     | Cruz Rogê Neto                                                   | Arlindo Cruz                                                | 3:45    |  |
| Duração total:                        | Duração total:                                                                 | Duração total:                                                   | Duração total:                                              | 60:02   |  |

| One Love, One Rhythm – Faixa bônus do Brasil |                                                            |            |         |  |
| N.º                                          | Título                                                     | Artista(s) | Duração |  |
| 1.                                           | "Pasión Total" (FIFA U-17 Women's World Cup Official Song) | F.A.N.S.   | 3:43    |  |

## Recepção

### Recepção crítica
| Críticas profissionais | Críticas profissionais |
| Avaliações da crítica  | Avaliações da crítica  |
| Fonte                  | Avaliação              |
| ---------------------- | ---------------------- |
| Época                  | (neutra)               |

Luis Antônio Giron da revista Época disse que o álbum é estereotipado, ilustrando um Brasil como um eldorado visto por Miami. Ele também citou que o álbum ficou "fifalizado" e que alguns artistas podem ser escolhidos por comodidade pela gravadora e seus produtores, por acordos comerciais entre a organização da Copa do Mundo de 2014 e a Sony Music.

### Desempenho nas paradas musicais
| Parada (2014)                             | Melhor posição |
| ----------------------------------------- | -------------- |
| Argentina (CAPIF)                         | 1              |
| Austrália (ARIA Compilation Albums)       | 11             |
| Áustria (Ö3 Austria Top 40)               | 11             |
| Bélgica (Ultratop Flandres)               | 3              |
| Bélgica (Ultratop Valônia)                | 17             |
| Estados Unidos (Billboard 200)            | 45             |
| Estados Unidos (Billboard Digital Albums) | 13             |
| Estados Unidos (Billboard World Albums)   | 1              |
| Finlândia (Suomen virallinen lista)       | 23             |
| França (SNEP)                             | 36             |
| Itália (FIMI Compilation Albums)          | 6              |
| Japão (Oricon)                            | 48             |
| Suíça (Schweizer Hitparade)               | 4              |

## Histórico de lançamento
| País  | Data              | Formato              | Gravadora                             |
| ----- | ----------------- | -------------------- | ------------------------------------- |
| Mundo | 8 de maio de 2014 | CD, download digital | Sony Music Entertainment, RCA Records |